# Davide Gualtieri
Davide Gualtieri (27 d'abril de 1971) és un exfutbolista sanmarinès de la dècada de 1990.
Va ser l'autor del segon gol més ràpid en la història de les fases de classificació per al Mundial, davant Anglaterra el 17 de novembre de 1993.